# La Terreur des Banshee
Pour plus de détails, voir Fiche technique et Distribution.
La Terreur des Banshee (Cry of the Banshee), également connu sous le titre Les Crocs de Satan, est un film d'épouvante britannique réalisé par Gordon Hessler et sorti en 1970.
Le film a pour thème la chasse aux sorcières de la fin du Moyen Âge. De même, la mythologie des loups-garous est également intégrée à l'intrigue du film. Le titre fait allusion aux banshee, une créature surnaturelle de la mythologie celte irlandaise. Ce titre a inspiré le nom du groupe musical Siouxsie and the Banshees.

## Synopsis
Dans l'Angleterre élisabéthaine, Lord Edward Whitman, un magistrat malfaisant, préside le procès d'une jeune femme. Jugeant qu'elle est une sorcière, il la marque au fer rouge, la fouette dans les rues, puis la place dans le carcan du village. Cette nuit-là, Whitman organise un festin chez lui, tandis que ses hommes de main parcourent la campagne à la recherche des assassins d'un mouton. Deux pauvres adolescents sont attirés dans la salle. Un hurlement de « banshee » provenant de l'extérieur des murs les avertit qu'ils sont peut-être « marqués par le diable ». Tous deux sont tués au cours de la lutte qui s'ensuit. L'épouse de Whitman, Lady Patricia, traite Whitman de meurtrier pour cette raison. Lorsque le fils aîné de Whitman, Sean, viole Lady Patricia, Whitman décide de nettoyer les sorcières de la région.
Assisté de ses deux fils aînés, Whitman part à la chasse aux sorcières dans les collines. Sa troupe armée interrompt ce qui est apparemment censé être un sabbat de sorcières. Il tue plusieurs d'entre elles et demande aux autres de se disperser dans les collines pour ne plus jamais revenir. Cet exploit met en colère la chef de la communauté, Oona. Pour se venger du clan Whitman, Oona convoque un serviteur magique, un Aes sidhe, pour détruire la famille du seigneur. Malheureusement, la bête démoniaque prend possession du beau et amical jeune serviteur Roderick, dont l'esprit libre de la belle Maureen Whitman est amoureux depuis des années. Le serviteur possédé par le démon commence à tuer systématiquement les membres de la famille Whitman.
Finalement, Harry, le fils de Whitman venu de Cambridge, et le père Tom, prennent par surprise Oona et son clan qui projettent de tuer Maureen et tuent Oona. À ce moment-là, Roderick, qui attaquait Maureen, se détache et la quitte. Il revient bientôt et attaque Lord Edward. Au cours de cette attaque, Maureen blesse le démon à la tête avec une arquebuse, le laissant pour mort.
Ravi que la malédiction ait pris fin, Whitman envisage de quitter la maison en calèche avec les deux enfants qui lui restent. En chemin, il s'arrête au cimetière pour s'assurer que Roderick est bien mort. À sa grande horreur, il trouve le cercueil vide et se précipite vers la calèche, où il trouve Harry et Maureen morts. Bully Boy, le conducteur de la calèche, a été tué par Roderick, qui le remplace désormais au volant.
Whitman crie le nom de son chauffeur, tandis que la calèche se dirige vers des destinations inconnues.

## Fiche technique
- Titre français : La Terreur des Banshee ou Le Fantôme des Banshee ou Les Crocs de Satan ou La Malédiction de Satan[2]
- Titre original anglais : Cry of the Banshee[3],[4]
- Réalisation : Gordon Hessler
- Scénario : Tim Kelly, Christopher Wicking
- Photographie : John Coquillon
- Montage : Oswald Hafenrichter
- Musique : Wilfred Josephs
- Production : Samuel Z. Arkoff, James-H. Nicholson, Louis Heyward, Gordon Hessler, Clifford Parkes
- Société de production : American International Pictures
- Pays de production :  Royaume-Uni
- Langue originale : anglais britannique
- Format : couleurs - 1,85:1 - Son mono - 35 mm
- Genre : Film d'épouvante
- Durée : 91 minutes
- Dates de sortie : 
  - États-Unis : 22 juillet 1970
  - Royaume-Uni : novembre 1970
  - France : 15 décembre 1971[2]

## Distribution
- Vincent Price : le seigneur Edward Whitman
- Elisabeth Bergner : Oona
- Essy Persson : dame Patricia Whitman
- Hilary Dwyer : Maureen Whitman
- Carl Rigg : Harry Whitman
- Patrick Mower : Roderick
- Marshall Jones : padre Tom
- Stephan Chase : Sean Whitman
- Sally Geeson : Sarah
- Hugh Griffith : Mickey
- Robert Hutton : ospite
- Andrew McCulloch : bullo
- Pamela Fairbrother : Margaret Donald
- Quinn O'Hara : Magge
- Jan Rossini : Bess